# Elecciones vicepresidenciales de Ecuador de 1995
Elección realizada el 19 de octubre de 1995 por el Congreso Nacional luego de la renuncia del vicepresidente Alberto Dahik para evadir afrontar un juicio político por corrupción.

## Candidatos y Resultados
Los candidatos Peña Triviño, Gangotena y López fueron presentados por ternas del presidente Sixto Durán Ballén, mientras que la oposición parlamentaria propuso a Jaime Aspiazu y Jaime Breilh.
| Lista        | Partido       | Partido                  | Vicepresidente             | Cargos Previos                                        | Votos |
| ------------ | ------------- | ------------------------ | -------------------------- | ----------------------------------------------------- | ----- |
| -            | Independiente | Independiente            | Eduardo Peña Triviño       | Ministro de Educación (1992 - 1994)                   | 48    |
| -            | Independiente | Independiente            | Raúl Gangotena Ribadeneira | Secretario de la Administración Pública (1994 - 1996) | 0     |
| -            | Independiente | Independiente            | Pedro López Torres         | Ministro de Obras Públicas (1992 - 1996)              | 0     |
| -            | Independiente | Independiente            | Jaime Breilh Paz y Miño    | Médico                                                | 8     |
| 14           |               | Frente Radical Alfarista | Jaime Aspiazu Seminario    | Ministro de Economía y Finanzas (1970)                | 14    |
| Abstenciones | Abstenciones  | Abstenciones             | Abstenciones               | Abstenciones                                          | 5     |